# Mesilat Yesharim
Mesilat Yesharim (en hebreu: מסילת ישרים) (en català: la senda dels rectes) és un text ètic del Musar, escrit per l'influent rabí i cabalista Moixé Hayyim Luzzatto (1707–1746). Aquesta obra forma part dels escrits filosòfics de Chaim Luzzato.

## Publicació
El llibre Mesilat Yesharim va ser escrit i publicat a Amsterdam, Països Baixos. La versió manuscrita més antiga coneguda, escrita el 1738, es va organitzar com un diàleg entre un hakham (un home savi) i un hasid (una persona pietosa). Abans de la seva publicació, es va reorganitzar l'obra perquè aquesta tingués un sol orador. La versió del diàleg, sovint llança llum sobre la versió més coneguda. Mesilat Yesharim és probablement el treball més influent del Rabí Luzzato, aquesta obra va ser estudiada intensament, a pràcticament totes les acadèmies talmúdiques, des que el Moviment del Musar del Rabí Yisroel Salanter, va introduir l'estudi formal dels textos del Musar, en els plans d'estudi de les ieixivot.

## Objectiu
L'objectiu del llibre és el perfeccionament del propi caràcter. A diferència de molts altres llibres i obres ètiques del Musar, que estan ordenades pels autors, Luzzato va construir la seva obra sobre una Baraita citada en el Talmud de Babilònia, concretament en el tractat talmúdic Avodah Zarah. La cita del tractat talmúdic diu el següent:
L'estudi condueix a la precisió, la precisió condueix al zel, el zel condueix a la neteja, la neteja condueix a la moderació, la moderació condueix a la puresa, la puresa condueix a la santedat, la santedat condueix a la dolçor, la dolçor condueix a la por al pecat, la por al pecat condueix a la santedat, la santedat condueix a la possessió de l'Esperit Sant, l'Esperit Sant condueix a la vida eterna. (Avodah Zarah 20b).

## Mètode
El mètode de perfeccionament es divideix en diversos passos, dins de cada pas, Luzzatto explica el pas en si mateix, els seus elements, com pot adquirir-se, i que pot dificultar la seva adquisició. Per exemple: la vigilància pot adquirir-se reservant temps per a la introspecció, la vigilància pot veure's afectada per l'excés de responsabilitats mundanes, la companyia incorrecta, o una postura cínica davant la vida. El mateix patró es fa servir per a cadascun dels passos esmentats.

## Capítols
- Introducció
- El deure de l'home en aquest Món (cap 1)
- Vigilància (zehirut) (cap. 2-5)
- Diligència (zerizut) (cap. 6-9)
- Neteja espiritual (nekiyut) (cap. 10-12)
- Abstinència (perishut) (cap. 13-15)
- Puresa (tahara) (cap. 16-17)
- Pietat (chassidut) (cap. 18-21)
- Humilitat (anavah) (cap. 22-23)
- Por al pecat (yirat chet) (cap. 24-25)
- Santedat (kedusha) (cap. 26-27)
- Epíleg

## Influència
Mesilat Yesharim és potser el text ètic jueu més important del període posterior a l'edat mitjana. Segons s'informa, el Gaó de Vílnius va comentar que no va poder trobar una paraula supèrflua en els primers onze capítols de l'obra, i va declarar que hauria viatjat per trobar-se amb l'autor i aprendre de les seves maneres si encara hagués estat viu. Aquests i altres pronunciaments similars van buidar en gran manera a Luzzato dels dubtes d'uns altres en quant a les seves suposades inclinacions sabateanes.